# Slabsides
Slabsides è un cortometraggio muto del 1911. Non si conosce il nome del regista. Fu prodotto dalla Kalem Company e interpretato da Carlyle Blackwell, Alice Joyce e George Melford.

## Trama
Nancy Etheridge, la giovane proprietaria di un ranch, è innamorata del suo caposquadra, Jim Hillis. Quando però sembra flirtare con Lord Verlane, un turista inglese, Jim si ingelosisce e, vedendo Verlane che bacia una donna, la scambia per Nancy. Decide allora di andarsene dal ranch.
Trama e critica su Stanford.edu

## Produzione
Il film fu prodotto dalla Kalem Company.

## Distribuzione
Il film - un cortometraggio in una bobina - uscì nelle sale il 28 aprile 1911, distribuito dalla General Film Company.